# Salesio Lui
Salesio Lui (ur. prawdopodobnie 1951 roku) – polityk Tokelau, terytorium zależnego Nowej Zelandii, dwukrotny szef jego rządu w latach 1993–1994 i 2013–2014.
Od stycznia 1990 do stycznia 1996 był wodzem (Faipule) klanu na atolu Nukunonu, po czym zastąpił go Pio Tuia. Powrócił na to stanowisko ponownie od stycznia 2011 do 2014, kiedy zastąpił go Siopili Perez.